# Born on the Bayou
Singles de Creedence Clearwater Revival
I Put a Spell on You
(1968) Bad Moon Rising
(1969)
Pistes de Bayou Country
Bootleg
Born on the Bayou est une chanson du groupe de rock américain Creedence Clearwater Revival, écrite et composée par John Fogerty. Elle sort en janvier 1969 en face B d'un 45 tours partagé avec le morceau Proud Mary. Les deux chansons sont extraites de l'album Bayou Country sorti simultanément.

## Historique
Born on the Bayou est un exemple du genre swamp rock, évoquant la moiteur marécageuse des bayous de Louisiane, alors que le californien John Fogerty, auteur de la chanson, n'est encore jamais allé dans cette région des États-Unis. La description qu'il en fait vient simplement de son imagination et des influences musicales dont il s'est imprégné.
John Fogerty a réenregistré la chanson en compagnie de Kid Rock en 2013 sur l'album Wrote a Song for Everyone.

## Réception
Le single Proud Mary / Born on the Bayou se classe 2e aux États-Unis où il est certifié double disque de platine avec 2 000 000 d'exemplaires vendus,.
Au format numérique, Born on the Bayou est certifié disque de platine aux États-Unis en juin 2025 pour 1 000 000 unités vendues.
Aux Pays-Bas le single est réédité en 1972 avec Born on the Bayou en face A et Proud Mary en face B et se classe 15e du Single Top 100.

## Certifications
| Pays                    | Certification | Date       | Unités certifiées |
| ----------------------- | ------------- | ---------- | ----------------- |
| États-Unis (RIAA)       | Platine       | 10/06/2025 | 1 000 000         |
| Nouvelle-Zélande (RMNZ) | Or            | 23/03/2023 | 15 000            |

## Reprises et adaptations
Born on the Bayou est repris par : Little Richard, Etta James, Foo Fighters.
Le titre est adapté en français une première fois sous le titre Dans le bayou par Jean Fauque pour Johnny Hallyday qui l'enregistre en 1996 sur l'album Destination Vegas, puis une seconde fois par Francis Cabrel, sous le titre Né dans le bayou, sur son album Des roses et des orties sorti en 2008.